# Cameron Morton
Cameron Morton (ur. 3 marca 1974) – australijski biathlonista.
W swojej karierze nigdy nie zdobył punktów pucharu świata.
Swój ostatni biathlonowy występ w pucharze świata zanotował 19 stycznia 2006 w Antholz. Jednak po blisko 7 latach – w grudniu 2012 wziął udział w pucharze IBU. Podobnie uczynił rok później startując w Obertilliach.

## Osiągnięcia

### Igrzyska olimpijskie
| Rok  | Miejscowość | Konkurencje | Konkurencje | Konkurencje | Konkurencje | Konkurencje | Konkurencje | Konkurencje |
| Rok  | Miejscowość | IN          | SP          | PU          | MS          | RL          | MR          | SR          |
| ---- | ----------- | ----------- | ----------- | ----------- | ----------- | ----------- | ----------- | ----------- |
| 2006 | Turyn       | 82.         | 80.         | –           | –           | –           | nd.         | –           |

### Mistrzostwa świata
| Rok  | Miejscowość          | Konkurencje | Konkurencje | Konkurencje | Konkurencje | Konkurencje | Konkurencje | Konkurencje | Konkurencje |
| Rok  | Miejscowość          | IN          | SP          | PU          | MS          | RL          | MR          | SR          | DR          |
| ---- | -------------------- | ----------- | ----------- | ----------- | ----------- | ----------- | ----------- | ----------- | ----------- |
| 1996 | Ruhpolding           | 84.         | 80.         | nd.         | nd.         | –           | nd.         | –           | {{{11}}}.   |
| 2004 | Oberhof              | 82.         | 76.         | –           | –           | –           | nd.         | nd.         | {{{11}}}.   |
| 2005 | Hochfilzen           | 60.         | 95.         | –           | –           | –           | nd.         | nd.         | {{{11}}}.   |
| 2013 | Nové Město na Moravě | 124.        | 130.        | –           | –           | –           | –           | nd.         | {{{11}}}.   |